# Dickschnabelorganist

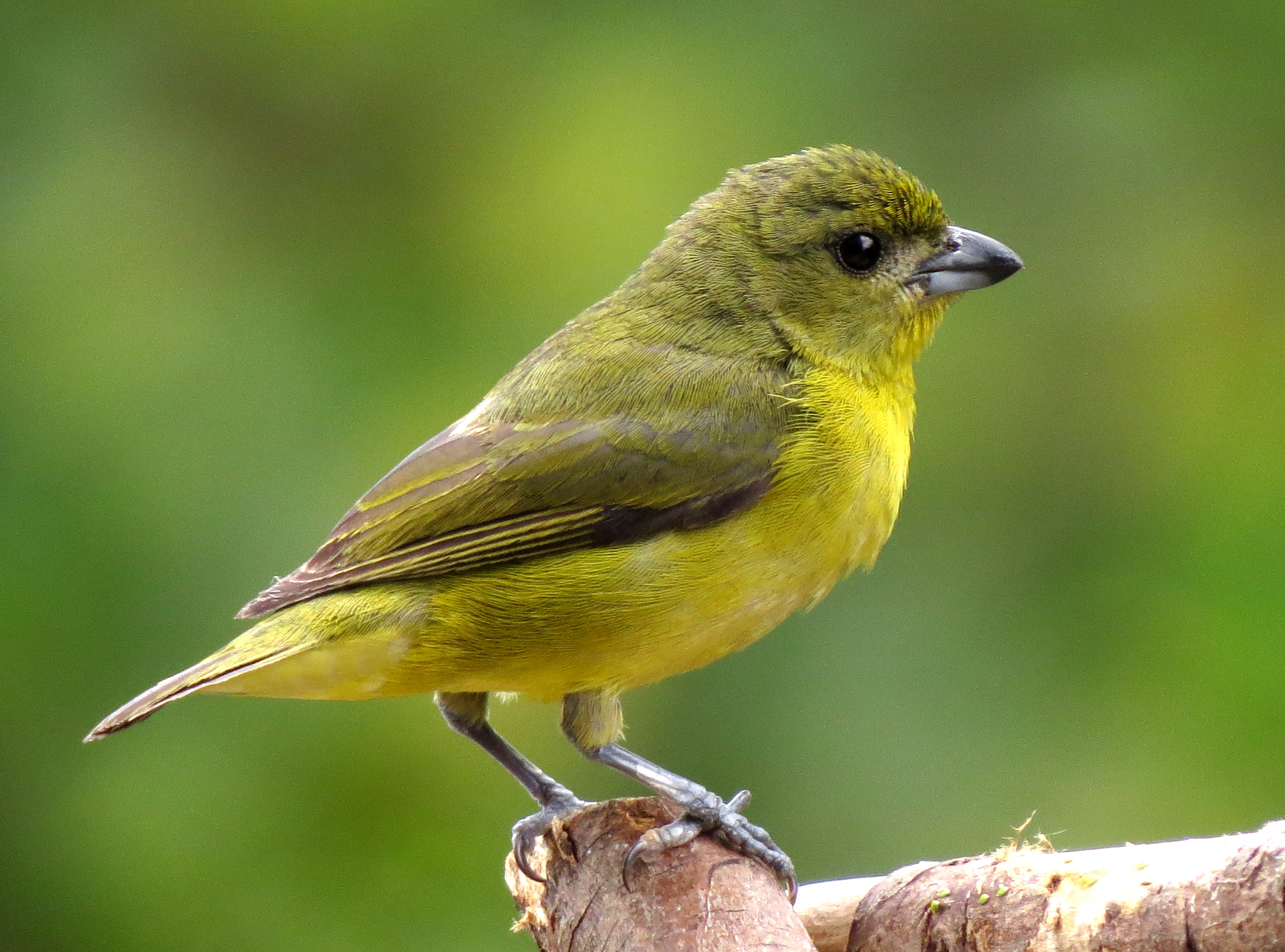
Dickschnabelorganist, Weibchen

Der Dickschnabelorganist (Euphonia laniirostris) ist ein Singvogel aus der Gattung der Organisten (Euphonia) in der Familie der Finken (Fringilidae).

## Beschreibung
Der Dickschnabelorganist erreicht eine Länge von 12,5 cm. Bei den Männchen sind die Wangen, der Hals und die Flügel stahlblau. Der Hinterkopf und der Nacken haben einen leichten violetten Schimmer. Die Stirn, die Brust und die Unterseite sind gelb gefärbt. Die Augen und der Schnabel sind schwarz. Das Weibchen ist an der Oberseite olivgrün, an der Unterseite kräftig olivgelb gefärbt mit einer olivgrünen Tünchung an der Brust. Die Bauchmitte ist beim Weibchen reingelb. Von anderen Arten der Gattung Euphonia unterscheiden sie sich durch den kräftigen Schnabel, was ihnen bei den Einheimischen in Panama den Namen „pico-gordo“ (Dickschnabel) eingebracht hat.

## Vorkommen
Es gibt fünf Unterarten (E. l. crassirostris, E. l. hypoxantha, E. l. laniirostris, E. l. melanura, E. l. zopholega), die in der Neotropis von Costa Rica, Panama, Nord-Venezuela, Kolumbien, Ecuador, Peru, Bolivien bis nach Brasilien verbreitet sind. Der Dickschnabelorganist bewohnt Buschland und baumbestandenes Gelände vom Flachland bis in Höhen von 1500 m.

## Lebensweise
Er ernährt sich vorwiegend von Früchten, wie Guaven, Bananen und Mistelbeeren. Während der Brutzeit wird auf dem Boden ein überdachtes Nest mit einem seitlichen Eingang gebaut. Es werden drei bis fünf Eier gelegt. Die Jungen schlüpfen nach einer Brutdauer von 14 Tagen. Beide Eltern kümmern sich um die Aufzucht der Jungen, die nach etwa 16 Tagen flügge werden. Es gibt zwei bis drei Jahresbruten in der Zeit von März bis August.